# Fergus Hume

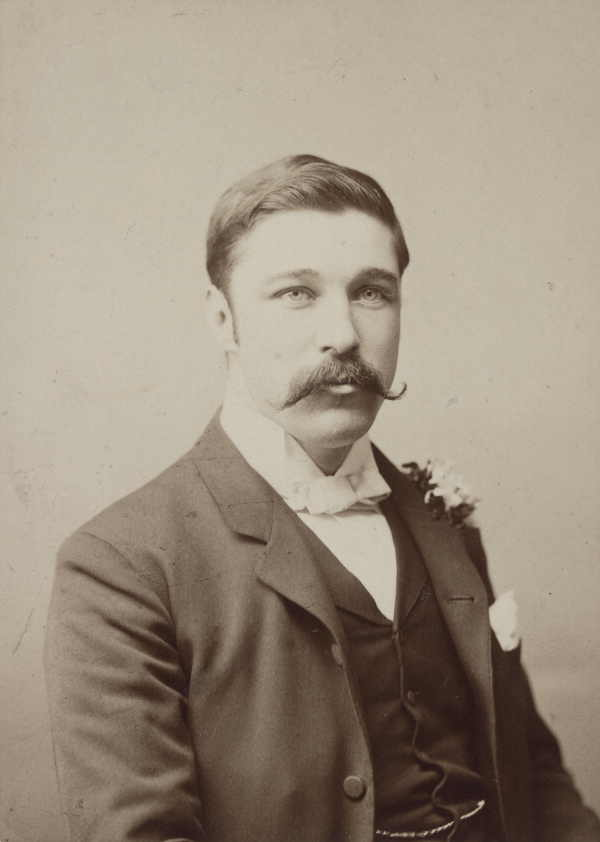
Fergus Hume

Fergus Hume, eigentlich Fergusson Wright Hume (* 8. Juli 1859 in Powick, Worcestershire; † 12. Juli 1932 in Thundersley, Essex) war ein englischer Schriftsteller.

## Leben
Hume war der Sohn von James Hume, einem Angestellten des County Pauper and Lunatic Asylum. Unzufrieden mit seinem Beruf, wanderte sein Vater zusammen mit der ganzen Familie 1862 nach Neuseeland aus. Sie ließen sich in Dunedin nieder, wo Hume die Otago Boy’s High School besuchte. Im Anschluss daran begann er Rechtswissenschaft an der University of Otago zu studieren. Nach seinem erfolgreichen Abschluss wurde Hume 1885 als Anwalt zugelassen. Im darauffolgenden Jahr ging er nach Melbourne, wo er als Barrister in einer Kanzlei arbeitete.
Seine ersten literarischen Versuche unternahm Hume bereits während seines Studiums. Es entstanden einige Theaterstücke, für die er aber weder einen Verleger fand, geschweige denn ein Theater, das an einer Inszenierung interessiert gewesen wäre. Als begeisterter Leser von Émile Gaboriau versuchte er nun epigonenhaft Ähnliches zu verfassen. 1886 konnte er seinen ersten Roman „The mystery of a Hanson Cab“ mit großem Erfolg veröffentlichen.
1888 kehrte Hume nach England zurück. Er lebte einige Zeit in London, später zog er allein schon aus finanziellen Gründen das einfache Landleben vor. Um 1900 mietete er in Thundersley das Church Cottage von Reverend Talfourd Major. Als sein Vermieter 1915 starb, mietete sich Hume im Rosemary Cottage des Chemikers John J. Melville ein.
Während des gesamten Ersten Weltkriegs arbeitete Hume in der Verwaltung von Essex und veröffentlichte in dieser Zeit nichts Neues. In seinen letzten Jahren hielt Hume Vorträge an Schulen u. a. Institutionen und veranstaltete auch hin und wieder Lesungen. Fergus Hume starb am 12. Juli 1932 in Thundersley und fand dort auch seine letzte Ruhestätte. Sein Grab ist inzwischen aufgelassen.

## Rezeption
Hume verfasste über hundert Romane und mehrere Anthologien mit Erzählungen bzw. Kurzgeschichten. Sein erster Roman „The mystery of a Hansom Cab“ war auch sein erfolgreichster. Dieser Roman erschien beinahe zeitgleich in den USA und fast dem gesamten Commonwealth und zählt zu den meistverkauften Romanen des Viktorianischen Zeitalters. Arthur Conan Doyle war vom „Hanson Cab“ begeistert und ließ sich zu seinem Kriminalroman „Eine Studie in Scharlachrot“ inspirieren.

“[„The mystery of a Hansom Cab“ is the] most sensationally popular crime and detective novel of the century”

Sein dritter Roman „Madam Midas“ orientierte sich an der Biografie von Alice Cornwell (1852–1932). Henry Irving zeigte sich an dem einen oder anderen Theaterstück interessiert, starb aber bevor irgendwelche Entscheidungen getroffen wurden. Spätere Romane von Hume waren auch erfolgreich, aber den Erfolg seines Erstlings konnte er nicht mehr wiederholen.

## Werke (Auswahl)
Erzählungen
- Chronicles of Faeryland. London 1892.
- The dwarf’s chamber and other stories. London 1896
- Hagar of the pawn-shop. The gypsy detective. London 1898.
- The dancer in red. London 1906.

Romane
- The mystery of a Hansom Cab. 1886.
  - Deutsch: Das Geheimnis eines Fiakers. Lutz Verlag, Stuttgart 1886.
  - Deutsch: Das Geheimnis der Taxe. Aufwärts-Verlag, Berlin 1938.
  - Deutsch: Das Geheimnis des Fiakers. Verlag das neue Berlin, Berlin 1986 (übersetzt von Hainer Plaul)
- The Piccadilly Puzzle. 1889.
  - Deutsch: Der rätselhafte Mord in Piccadilly. Verlag R. Jacobsthal, Berlin 1901 (übersetzt von Egon Berg)
- The year of miracle. a tale of the year 1900. 1891.
- A creature of the night. An italian enigma. 1891.
- The black carnation. 1892.
  - Deutsch: Die schwarze Nelke. Kriminalroman. Verlag R. Jacobsthal, Berlin 1903 (übersetzt von Marie Walter)
- The harlequin opal. 1893.
- The best of her sex. 1894.
- The lone inn. 1894.
  - Deutsch: Das Geheimnis der Haideschänke. Verlag J. Gnadenfeld, Berlin 1899 (übersetzt von Th. Eicke)
- The crime of Liza Jane. 1895.
- The carbuncle clue. 1896.
  - Deutsch: Verwehte Spuren. Engelhorn, Stuttgart 1905 (übersetzt von E. Noback)
- Tricked by a tattoo. 1896.
- The devil-stick. 1898.[1]
  - Deutsch: Der Teufelsstab. Klambt-Verlag, Neurode 1914.

Theaterstücke
- The bigamist. 1887.
- zusammen mit Arthur Low: The mystery of a Hansom Cab. 1888.
- zusammen mit Philipp Beck: Madame Midas, the gold queen. 1888.
- In love and war. 1889.
- The fool of the family. 1900.

## Verfilmungen
- William J. Lincoln (Regie): The mystery of a Hansom Cab. AUS 1911.
- Harold Weston (Regie): The mystery of a Hansom Cab. GB 1915.
- Gregory La Cava (Regie): The great Hansom Cab mystery. USA 1917.
- Shawn Seet (Regie): The mystery of a Hansom Cab. AUS 2012.